# Ramon Fontanet i Serralta
Ramon Fontanet i Serralta   (Alacant, 1910 - Ciutat de Mèxic, 1967) va ser un mestre d'escola valencià.

## Biografia
Fontanet va cursar els estudis de perit mercantil i de magisteri, que conclogué el 1932 i 1933 respectivament. Va exercir aquest darrer ofici, primer a la seva ciutat natal, fins al 1934, i després a Vic, on va ser secretari financer de l'Associació Nacional de Magisteri a Osona. Es casà amb Francesca Grijalbo i Alcaraz, i tingueren tres fills: Jaume, Maria Carme i Ramon.
Poc després de la seva arribada a Catalunya esdevingué militant d'Esquerra Republicana de Catalunya. El maig del 1937, durant la Guerra Civil espanyola va participar en el cos d'infanteria de l'exèrcit republicà en diverses unitats. El 9 de febrer de 1939, a la fi de la Guerra Civil, s'exilià a França passant la frontera per la Jonquera. Després de ser tancat al camp de concentració de Sant Cebrià i després al del Barcarès, el 24 de maig de 1939 embarcà a Seta a bord del Sinaia i va arribar el 13 de juny al port mexicà de Veracruz amb 1.600 exiliats a bord en qualitat de refugiat polític.
A l'exili va exercir de nou de professor, al Colegio Madrid, i també va haver de treballar com a comptable, com a venedor, com a pintor i com a electricista. Va ser el president de la Casa Regional Valenciana de Mèxic, creada el 1942 —va desaparèixer el 1994—, i va escriure a la seva revista, Senyera, on signava sovint com a Benacantil, el nom del mont d'Alacant que enlaira el castell de Santa Bàrbara i que ocupa bona part de les vistes de Sant Antoni, el barri d'on era originari. També va ser membre de la comissió organitzadora dels Jocs Florals del 1957 i en els quals Manuel de Pedrolo i Manuel Sanchis Guarner es trobaven entre els guardonats.